# Registro de arranque principal
Un registro de arranque principal, conocido también como registro de arranque maestro (por su nombre en inglés master boot record, MBR) es el primer sector de un dispositivo de almacenamiento de datos, como un disco duro. A veces, se emplea para el arranque del sistema operativo con bootstrap, otras veces es usado para almacenar una tabla de particiones y, en ocasiones, se usa sólo para identificar un dispositivo de disco individual, aunque en algunas máquinas esto último no se usa y es ignorado. Actualmente los discos duros DOS se cuenta con cierta cantidad de particiones, pudiendo ser 3 primarias y 1 extendida, o un máximo de 4 primarias, de las cuales solo se posee una partición "boot" de la cual se arranca todo el sistema operativo.

## Estructura
En la práctica, el MBR casi siempre se refiere al sector de arranque de 512 bytes, o el partition sector de una partición para ordenadores compatibles con IBM PC. Debido a la amplia implementación de ordenadores PC clónicos, este tipo de MBR se usa mucho, hasta el punto de ser incorporado en otros tipos de ordenador y en nuevos estándares multiplataforma para el particionado y el arranque. 
| 446 bytes | Código máquina (opcionalmente los últimos 6 bytes pueden ser usado para meter 4 bytes de firma del disco y 2 bytes adicionales normalmente a 0x0000) |
| 64 bytes  | Tabla de particiones (4 registros que definen cada una de las particiones primarias)                                                                 |
| 2 bytes   | Firma de MBR (0x55AA) |

| Offset | Descripción                                                       |
| ------ | ----------------------------------------------------------------- |
| 0x00   | Estado                                                            |
| 0x01   | Cilindro, Cabezal, Sector (CHS) del primer sector en la partición |
| 0x04   | Tipo de partición                                                 |
| 0x05   | Cilindro, Cabezal, Sector (CHS) del último sector de la partición |
| 0x08   | (4 bytes) Logical block address del primer sector de la partición |
| 0x0C   | (4 bytes) Longitud de la partición, en sectores                   |

Cuando un dispositivo de almacenamiento de datos se ha particionado con un esquema de tabla de particiones del MBR, el MBR contiene las entradas primarias en la tabla de particiones. Las entradas de particiones secundarias se almacenan en registros de particiones extendidas, etiquetas de disco BSD, y particiones de metadatos del Logical Disk Manager que son descritas por esas entradas de particiones primarias.
Por convención, hay exactamente cuatro entradas de particiones primarias en el esquema de la Tabla de Particiones, aunque en algunos sistemas (pocos) se ha extendido ese número a cinco u ocho.
Cuando un dispositivo de almacenamiento de datos se ha particionado con Tabla de Particiones GUID, el registro de arranque maestro no contiene la tabla de particiones (aunque contiene modelos de estructuras de datos, una protección del MBR frente a programas que solo entienden el esquema de la Tabla de Particiones del MBR para que no creen particiones en el disco) y se usa poco debido a lo que puede afectar al particionado de disco.

## MBR y arranque del sistema
En los ordenadores compatibles IBM IA-32 que usan el esquema de la Tabla de Particiones del MBR, el firmware para el arranque (bootstrapping) que se encuentra en la memoria de solo lectura del BIOS (actualmente usan memorias flash) carga y ejecuta el registro de arranque maestro. Como los procesadores del modo real, el código del MBR está compuesto de instrucciones de lenguaje máquina en modo real. Ese código pasa, normalmente, el control mediante chain loading al volume boot record de la partición (primaria) activa, aunque algunos gestores de arranque reemplazan ese código convencional por el suyo. 
El código convencional del MBR espera que se use el esquema de la tabla de particiones del MBR, y escanea la lista de entradas de particiones (primarias) en la tabla de particiones buscando una que esté marcada con active flag. Luego carga y ejecuta el Volume Boot Record para esa partición (así que el master boot record, como otros sectores de arranque, es un blanco para los virus que infectan el sector de arranque).
El código del MBR, modificado por algunos gestores de arranque, puede realizar una serie de tareas que son distintas según el gestor de arranque. Por ejemplo, en algunos gestores, ese código carga el resto del código del gestor de arranque desde la primera pista del disco (que es espacio libre no asignado a ninguna partición de disco) y lo ejecuta. En otros, usa una tabla de posiciones de disco, que se encuentra en el mismo espacio que el código, para localizar el código del resto del gestor de arranque y poder cargarlo y ejecutarlo. Ambas formas tienen problemas. La primera confía en el comportamiento (que no es el mismo en todas) de las utilidades de particionado de disco y la segunda requiere que la tabla de posiciones de disco se actualice una vez se hayan hecho los cambios para localizar el resto del código.
En los modernos sistemas de arranque GPT que sustituyen a MBR, en su lugar el firmware es capaz de entender directamente el esquema de particionado GPT y el formato de sistema de ficheros FAT, de modo que carga y ejecuta programas guardados como ficheros en la Partición del Sistema.

## MBR e identificación de los discos
Aprovechando que en la estructura original del sector MBR los bytes del 440 al 446 estaban reservados Microsoft introdujo desde Windows NT 3.5 la firma del disco (Disk ID o Disk Signature), actualmente la usan varios sistemas operativos, incluida las versiones de la 2.6 en adelante del núcleo Linux. Windows NT usa la firma del disco como un índice en su registro, donde guarda la relación entre particiones y letras de disco. GNU/Linux usa la firma del disco al arrancar para determinar la posición del volumen de arranque. La firma del disco no debe de confundirse con la firma del arranque en el número mágico 0x55AA, situada en los 2 últimos bytes del MBR.
La posición 0x1B8 sirve de identificador de la unidad física completa, es utilizada por el sistema para referir de manera independiente a la letra de unidad o bus de conexión. El identificador se mantiene en diferentes lugares del registro, y es una pieza clave durante el arranque del sistema. Una prueba realizada en Windows Vista hace no arrancable el sistema tras un cambio de esos cuatro bytes. El mensaje de error mostrado culpa del problema a un cambio de hardware o software.[cita requerida].GNU/Linux también hace uso de ese identificador desde la versión del kernel 2.6.[cita requerida]

## Consideraciones en la programación
Se asume que el sistema que se está programando usa un esquema MBR para BIOS, como se ha indicado antes, y la BIOS del sistema localiza un MBR válido en un disco particionado durante la secuencia de arranque (boot sequence). Como se ha visto antes, el código convencional del MBR carga y ejecuta el código del volume boot record del sistema operativo (o bootloader) que se encuentra al principio de la partición activa. El MBR puede asumir simplemente que la partición activa del disco actual es desde la que se arranca o, alternativamente, puede programarse como un MBR de arranque dual. Un MBR de arranque dual debe interactuar con el usuario para determinar desde qué partición de disco se arranca y tiene que pasarle el control al MBR de otro disco duro.
La BIOS cargará el primer MBR válido que encuentre hacia la dirección física hexadecimal 0x7C00, y salta a esa dirección. Parte de los 512 bytes del sector se reserva para la tabla de particiones y otra información (ver la tabla), así que el código del programa debe ser tan pequeño como para caber en poco más de 400 bytes de memoria. El código debe comunicarse con el usuario, examinar la tabla de particiones, o realizar tareas de gestión como activar la línea A20, o cambiar a modo irreal desde modo real. En algún momento, el MBR necesitará realizar su tarea y cargar el programa que hará la siguiente fase del arranque, usando la llamada de la BIOS INT 13.
Normalmente, el código del sector de arranque también espera ser cargado de la dirección física 0x7C00, incluso cuando toda la memoria de las direcciones físicas entre la 0x500 y la 0x9ffff está disponible en modo real (637 Kb y medio). Cuando el MBR ya se está ejecutando desde la posición 0x7C00, una de sus primeras tareas normalmente es reubicarse en otro lugar de la memoria -- a menudo en la 0x7A00. Un volume boot record tiene solamente el tamaño de un sector, lo cual no es un problema pues es fácil que el MBR cargue bastante más que sólo un sector. Algunos gestores de arranque son más grandes que un sector, así que cargar más de un sector puede acelerar el proceso de arranque.

## Hacer una copia de seguridad del MBR
En UNIX y GNU/Linux se puede usar el comando dd para hacer un backup y restaurar el MBR desde una consola.
Para hacer la copia de seguridad (backup):
```
dd if=/dev/xxx of=mbr.backup bs=512 count=1
```

Para restaurarlo:
```
dd if=mbr.backup of=/dev/xxx bs=512 count=1
```

Donde xxx es el dispositivo, que puede ser hda, sda, o cualquier otro.
Si se quiere hacer una copia de seguridad del MBR, sería recomendable copiar los primeros 63 sectores del disco (que equivaldrían al primer cilindro del disco) y no solo el primero, ya el sistema podría tener implementado el sistema GUID, el cual utiliza más sectores para guardar la información sobre las particiones del disco duro. La instrucción es:
```
dd if=/dev/xxx of=mbr_63.backup bs=512 count=63 
```

Para borrarlo, si no se tiene una copia de seguridad pero es necesario eliminar la información de este sector, se requerido poner los 512 bytes a cero:
```
dd if=/dev/zero of=/dev/xxx bs=512 count=1
```

En los sistemas operativos de Microsoft no hay acceso directo al MBR. En DOS o Windows 9x, el programa de DOS fdisk junto con fdisk /mbr (del que no hay documentación) reescribirá el código del MBR. En Windows 2000 y posteriores, la consola de recuperación puede usarse para escribir el nuevo código del MBR al disco duro. Existen otras utilidades para editar la tabla de particiones del MBR directamente. 
Si se está haciendo un backup del disco duro (lo que en inglés se conoce como ghosting) y da avisos de que no se encuentra el fichero de paginación, seguramente se pueda solucionar con fdisk /fixmbr (ejecutado desde un disquete, ya que no se podrá entrar en Windows).
En DR-DOS 6 (y posiblemente otras versiones), el programa FDISK tiene una opción para reescribir el MBR (“Re-write Master Boot Record”). Cuando se ejecuta con esa opción se guarda el antiguo MBR en OLDMBR.BIN, que puede ser copiado en un disquete para que FDISK intente restaurar el MBR original desde él, en caso de necesidad este tipo de backups.

## Límites LBA en la tabla de particiones MBR
Los discos particionados con MBR pueden utilizar un direccionamiento de bloque lógico (LBA) de hasta 32 bits para manejar el número total de sectores físicos o lógicos, es decir, pueden manejar un máximo total de 4.294.967.296 sectores (2^32).
Esto es debido a los bytes reservados para la estructura de la tabla de particiones. El sector 0 de un disco MBR dedica a la tabla de particiones 4 entradas de 16 bytes cada una, entre los bytes de desplazamiento 446 y 509. Cada entrada contiene las características de cada partición, dedicando 4 byte al número del sector de inicio LBA y otros 4 byte al número total de sectores LBA. Esto supone dedicar 32 bits a cada número LBA (4 bytes x 8 bits = 32 bits). No pudiendo iniciar una partición en un número de sector que supere los 32 bits, ni contener un número de sectores que superen los 32 bits.
Sector de 512 bytes: 2^32 bits x 512 bytes = 2 TiB de límite
Tradicionalmente se podía almacenar un límite máximo de datos de 2 tebibytes por disco duro, al contar estos con un tamaño de sector físico y lógico de 512 bytes.
Nota: A la cantidad total dedicada a almacenamiento hay que restar 512 bytes ya que un sector se dedica a control y no a almacenamiento.
Sector de 4096 bytes: 2^32 bits x 4096 bytes = 16 TiB de límite (sin emulación 512e)
El tamaño del sector físico con el que se fabrican los discos duros AF (Advanced Format) suele ser de 4 KiB, resultando un límite de espacio de 16 tebibytes para los discos duros particionados con MBR si el firmware informa de un sector lógico de 4096 bytes como sucede con los discos duro fabricados con la denominación 4Kn (4K nativo). Estos discos pueden ser leídos conectándolos directamente al puerto SATA desde Windows Ocho, según Microsoft.
Sin embargo, por compatibilidad con los sistemas anteriores, gran parte de los discos AF emulan un sector lógico de 512 bytes, denominándose 512e y resultando en el límite de 2 TiB para MBR.
En algunos firmware de estos discos duro 512e se puede cambiar el sector lógico de 512 bytes a 4096 bytes con objeto de alcanzar los 16 TiB, pero no es una función habitual. Algunos conductores SATA también permiten este cambio, pero tampoco suele ser habitual. Es más común encontrar adaptadores intermedios que realizan una traslación de los sectores lógico de 512e a 4096. Algunas cajas externas USB, como las fabricadas por Western Digital, sí permiten este cambio. Otra opción es utilizar un adaptador (por ejemplo USB) cuyo firmware realice una traslación de los sectores lógicos de 512 bytes a 4096 bytes. Lo que resulta en que los discos formateados con estos adaptadores no puedan ser leídos sin adaptadores que también realicen la traslación, puesto que el firmware real del disco duro no ha sido modificado.
Sector de 65536 bytes: 2^32 bits x 65536 bytes = 256 TiB de límite
En hipotéticos tamaños superiores de sector físico en discos MBR se podrían alcanzar límites superiores.
Estas referencias son válidas al menos para los formatos tradicionales de Windows, tanto FAT32 como NTFS como exFAT, si bien requieren utilizar tamaños de clúster superiores según el tamaño de la partición.